# Gillis Grafström
Gillis Grafström, né le 7 juin 1893 à Stockholm et décédé le 14 avril 1938 à Potsdam, était un patineur artistique suédois. Il a gagné trois fois le titre olympique.

## Biographie
Diplômé d’architecture en 1918, il exerce ce métier le restant de sa vie, installé à Potsdam en Allemagne où il décède à l’âge de 44 ans.

### Carrière sportive
Gillis Grafström est  le seul patineur artistique sacré trois fois aux Jeux Olympiques dans l’épreuve individuelle. De plus il obtient la médaille d’argent, derrière Karl Schäfer champion olympique 1932, à Lake Placid, pour devenir avec quatre podiums l’athlète le plus médaillé dans sa discipline. Le Russe Evgeni Plushenko ne l’a rejoint qu’en 2014 à Sotchi grâce à la nouvelle épreuve par équipes.

## Palmarès
| Compétition                                                                                                | 1914 | 1915 | 1916 | 1917 | 1918 | 1919 | 1920 | 1921 | 1922 | 1923 | 1924 | 1925 | 1926 | 1927 | 1928 | 1929 | 1930 | 1931 | 1932 |
| Jeux olympiques                                                                                            |      |      | JA   |      |      |      | 1er  |      |      |      | 1er  |      |      |      | 1er  |      |      |      | 2e   |
| Championnats du monde                                                                                      | 7e   | CA   | CA   | CA   | CA   | CA   | CA   | CA   | 1er  | F    | 1er  | F    | F    | F    | F    | 1er  | F    | F    | F    |
| Championnats d’Europe                                                                                      |      | CA   | CA   | CA   | CA   | CA   | CA   | CA   |      |      |      |      |      |      |      |      |      |      |      |
| Championnats de Suède                                                                                      |      |      |      | 1er  | 1er  | 1er  |      |      |      |      |      |      |      |      |      |      |      |      |      |
| Légende : F= Forfait ; CA = Championnats d'Europe et du monde annulés ; JA = Jeux olympiques d'été annulés |      |      |      |      |      |      |      |      |      |      |      |      |      |      |      |      |      |      |      |